# Mary Wayte
Mary Alice Wayte (Mercer Island, 25 maart 1965) is een Amerikaans zwemster.

## Biografie
Wayte won tijdens de Olympische Zomerspelen van 1984 in eigen land de gouden medaille op de 200m vrije slag. Zij won tijdens deze spelen ook goud op de 4×100 meter vrije slag kwam Wayte alleen in de series in actie.
Tijdens de Wereldkampioenschappen zwemmen 1986 won Wayte twee zilveren medailles.
Vier jaar later won Wayte de zilveren medaille op de 4x100m wisselslag en de bronzen medaille op de 4x100m vrije slag.

## Internationale toernooien
| Jaar | Olympische Spelen                                                               | Wereldkampioenschappen                       | Pan-Pacifische kampioenschappen     | Pan-Amerikaanse Spelen              |
| ---- | ------------------------------------------------------------------------------- | -------------------------------------------- | ----------------------------------- | ----------------------------------- |
| 1983 |                                                                                 |                                              |                                     | 200m vrije slag · 4x100m vrije slag |
| 1984 | 200m vrije slag · 4x100m vrije slag (series)                                    |                                              |                                     |                                     |
| 1985 |                                                                                 |                                              | 200m vrije slag · 4x200m vrije slag |                                     |
| 1986 |                                                                                 | 200m vrije slag · 4x100m vrije slag (series) |                                     |                                     |
| 1987 |                                                                                 |                                              |                                     |                                     |
| 1988 | 4e 200m vrije slag · DQ 200m wisselslag · 4x100m vrije slag · 4x100m wisselslag |                                              |                                     |                                     |

1968: Debbie Meyer ·
1972: Shane Gould ·
1976: Kornelia Ender ·
1980: Barbara Krause ·
1984: Mary Wayte ·
1988: Heike Friedrich ·
1992: Nicole Haislett ·
1996: Claudia Poll ·
2000: Susie O'Neill ·
2004: Camelia Potec ·
2008: Federica Pellegrini ·
2012: Allison Schmitt ·
2016: Katie Ledecky ·
2020: Ariarne Titmus ·
2024: Mollie O'Callaghan